# Dogmat o Niepokalanym Poczęciu Najświętszej Maryi Panny

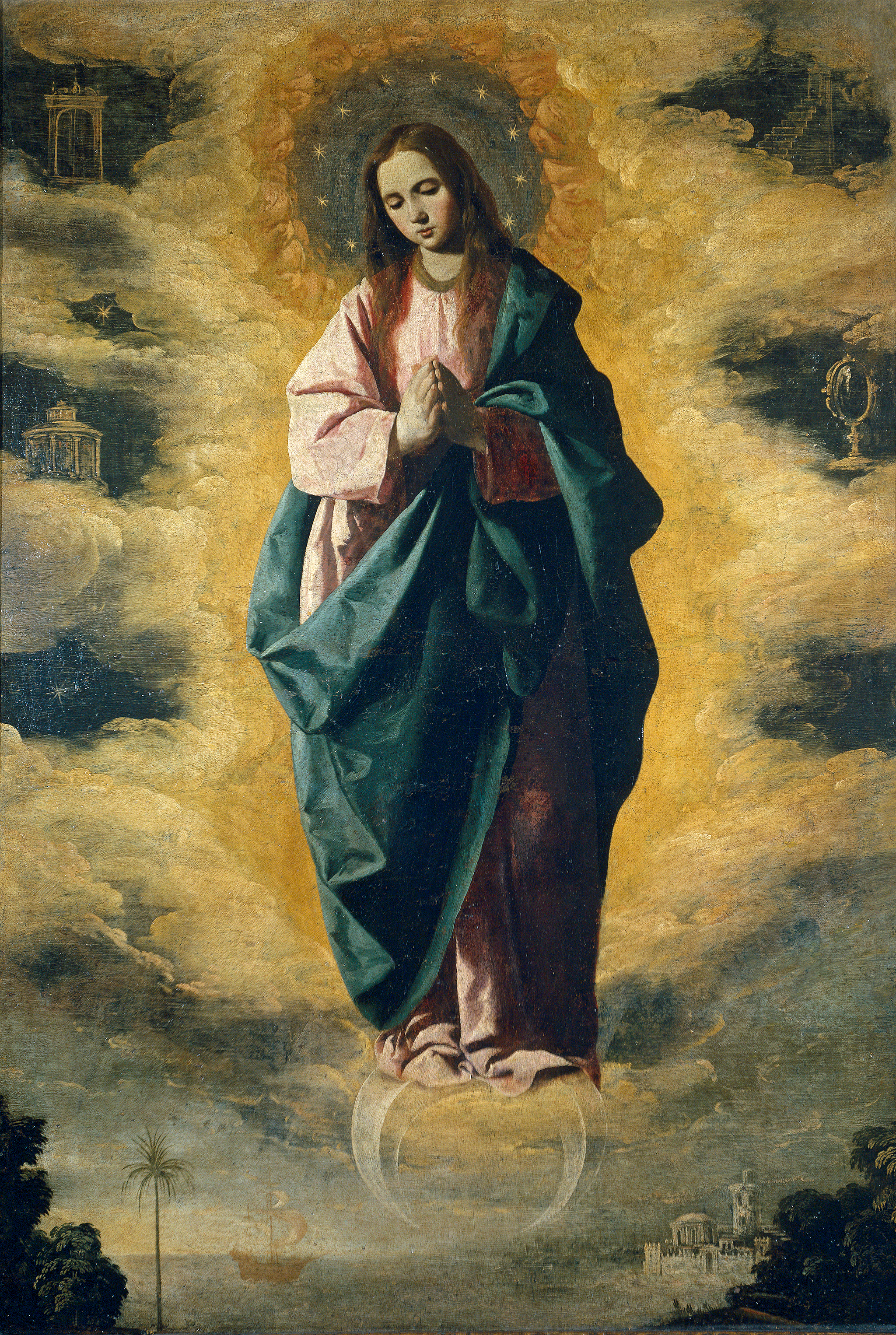
Niepokalane Poczęcie na obrazie Francisca de Zurbarána

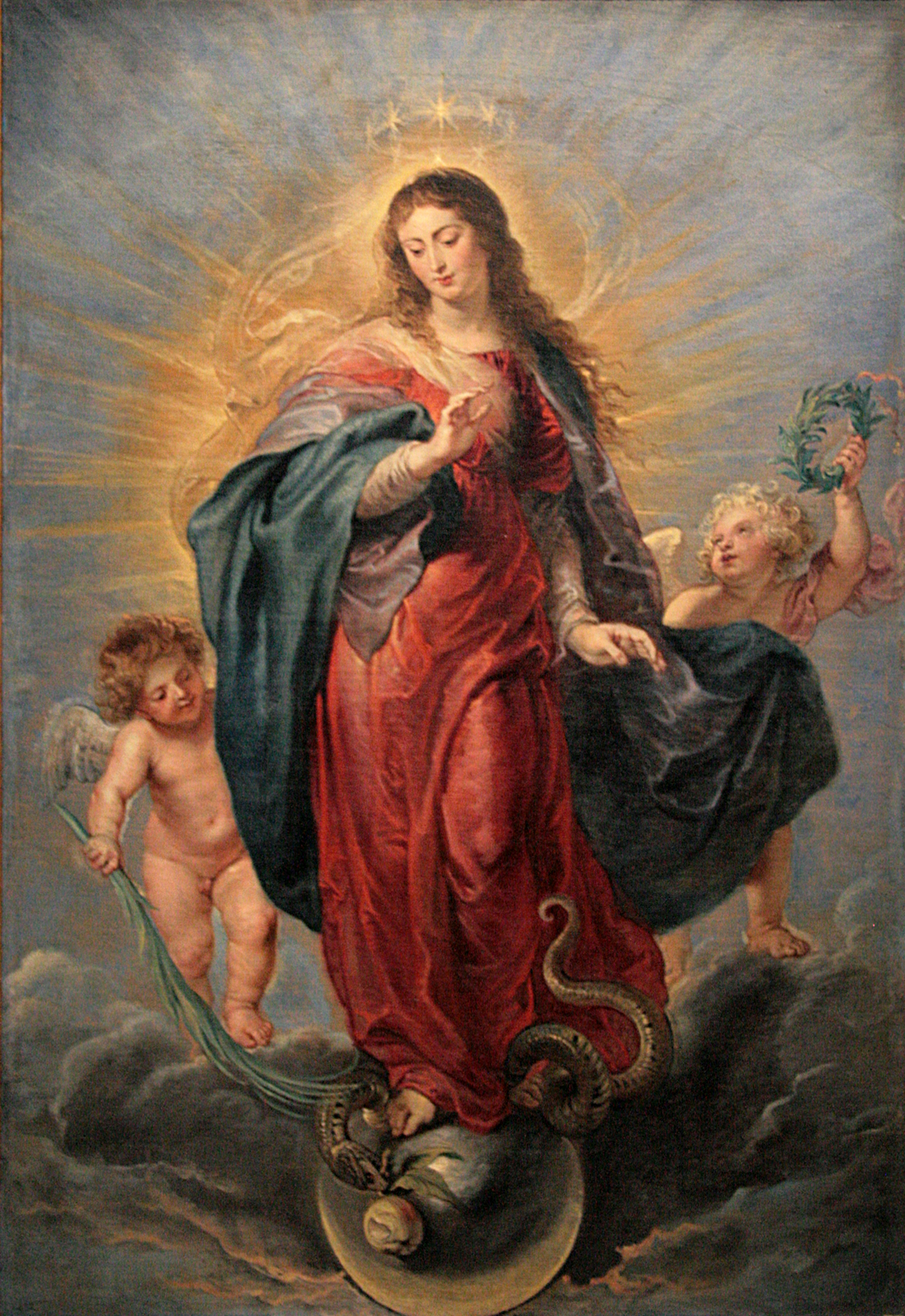
Przedstawienie Niepokalanego Poczęcia na obrazie Petera Paula Rubensa w Prado

Dogmat o Niepokalanym Poczęciu Najświętszej Maryi Panny (łac. Immaculata Conceptio Beatæ Virginis Mariæ) – twierdzenie teologiczne definiujące szczególny stan świętości będący przywilejem Marii z Nazaretu, ogłoszone w Kościele katolickim 8 grudnia 1854 roku przez Piusa IX jako dogmat wiary.
Ta prawda wiary jest częścią szerszego zagadnienia konsekwencji grzechu pierwszych rodziców Adama i Ewy (grzech pierworodny), którym została objęta cała ludzkość. Katolicka refleksja teologiczna przyjmuje, że łaska niepokalanego poczęcia predysponowała Marię do permanentnej przyjaźni z Bogiem, zdolności niezwykle łatwego wchodzenia z nim w autentyczny kontakt i oświecała jej umysł wiedzą wlaną, która skłaniała ją do wybierania zawsze tego, co doskonalsze. Skutkiem tej łaski była żywa wiara: najdoskonalsze wypełnianie przez Marię Dekalogu i największego z przykazań, czyli przykazania miłości Boga i bliźniego.

## Treść dogmatu
Dogmat o „Niepokalanym Poczęciu Najświętszej Maryi Panny” został ogłoszony bullą Ineffabilis Deus 8 grudnia 1854 roku przez papieża Piusa IX. Brzmi on:

(...) ogłaszamy, orzekamy i określamy, że nauka, która utrzymuje, iż Najświętsza Maryja Panna od pierwszej chwili swego poczęcia – mocą szczególnej łaski i przywileju wszechmogącego Boga, mocą przewidzianych zasług Jezusa Chrystusa, Zbawiciela rodzaju ludzkiego – została zachowana jako nietknięta od wszelkiej zmazy grzechu pierworodnego, jest prawdą przez Boga objawioną, i dlatego wszyscy wierni powinni w nią wytrwale i bez wahania wierzyć.

 Było to orzeczenie wygłoszone ex cathedra, co oznaczało odwołanie się do najwyższego stopnia autorytetu papieskiego w nauczaniu chrześcijańskich prawd wiary i moralności.
Bulla ujmuje zachowanie Marii od grzechu z zastosowaniem metody negatywnej, tzn. nie opisuje, jak to się stało i na czym konkretnie polegała jej świętość. Definiuje jedynie, od czego została ustrzeżona.
By zrozumieć, o czym konkretnie mowa w definicji, trzeba zauważyć, że teologia katolicka odróżnia winę (łac. culpa) od kary (pœna). Karą są zarówno kary doczesne np. zranienie ludzkiej natury poprzez osłabienie woli i umysłu, pożądliwość (concupiscentia), podleganie cierpieniom i śmierci, jak i kara wieczna, tzn. kara wiecznego potępienia (pœna damni). Dogmat stwierdzając, że Maria została zachowana jako nietknięta od wszelkiej zmazy grzechu pierworodnego, mówi jedynie o ustrzeżeniu Marii od wszelkiej winy (culpa). Dogmat nie wyklucza więc tego, że Maria, jako człowiek, mogła wespół z całym stworzeniem (por. Rz 8,20) doświadczyć kar doczesnych, np. cierpienia lub śmierci (i faktycznie ich doświadczała będąc Królową Męczenników), ale nawet te nie spowodowały w niej najmniejszego grzechu.
Wszystkie dzieci Adama i Ewy niosą na sobie winę i skutki grzechu pierworodnego i mogą w wierze dostąpić usprawiedliwienia i wyzwolenia poprzez udział w misterium paschalnym Chrystusa. Dogmat Piusa IX oznacza, że Maria dostąpiła tego usprawiedliwienia i wyzwolenia w sposób uprzedzający, mocą przewidzianych zasług Jezusa Chrystusa. Mówi o tym następujące zdanie orzeczenia:

...mocą szczególnej łaski i przywileju Wszechmogącego Boga, mocą przewidzianych zasług Jezusa Chrystusa, Zbawiciela rodzaju ludzkiego...

W momencie poczęcia Marii przez jej świętych rodziców Joachima i Annę nie było jeszcze na ziemi Odkupiciela, ale Jego moc sięgała w przeszłość aż do Adama: podczas gdy wszyscy są odkupieni (redempti), Maria jest uprzednio-odkupiona (præ-redempta). Współczesna teologia wskazuje na pozytywny aspekt orzeczenia, mianowicie, napełnienie Duchem Świętym.
Kwestię uprzedniego odkupienia Marii Dawid Gospodarek tłumaczy, posługując się porównaniem do uobecnienia wielkopiątkowej ofiary Jezusa podczas Ostatniej Wieczerzy (w czwartek): „chrześcijanie wierzący w to, że już w Wielki Czwartek, podczas Ostatniej Wieczerzy, Pan Jezus uobecnił misterium, które wydarzyło się później, nie powinni mieć problemu ze zrozumieniem tajemnicy objęcia zbawieniem Marii jeszcze przed narodzeniem Zbawiciela”.
Jan Paweł II w encyklice Redemptoris Mater podkreślił, że poprzez swe niepokalane poczęcie Maria była jakby zwiastunką nadchodzącego odkupienia. Porównał ją do gwiazdy porannej (Stella Matutina), która odbijając światło słoneczne, zwiastuje bliski wschód słońca:

Wówczas, gdy definitywnie przybliżyła się „pełnia czasu”, gdy zbawczy adwent Emanuela stał się bliski swego wypełnienia, Ta, która została odwiecznie przeznaczona na Jego Matkę, była już na ziemi (...) pośród „nocy” adwentowego oczekiwania zaczęła świecić jako prawdziwa „Gwiazda zaranna” (Stella Matutina). Istotnie, tak jak gwiazda owa, „jutrzenka”, poprzedza wschód słońca, tak Maryja, od swego Niepokalanego Poczęcia, poprzedziła przyjście Zbawiciela, wschód Słońca sprawiedliwości w dziejach rodzaju ludzkiego. (Redemptoris Mater, 4)

Jak zauważył C.S. Napiórkowski, katolicy, odwrotnie do protestantów, są zdania, że niepokalane poczęcie nie tylko nie przeczy prawdzie wiary, która mówi, że jedynie dzięki łasce człowiek może dostąpić zbawienia, lecz jest ono najlepszym przykładem absolutnej skuteczności łaski, która nie tylko uwalnia od grzechu, ale w osobie Marii zachowuje od niego w sposób doskonały.

## Historia dogmatu

### Okres patrystyczny
Przekonanie o tym, że matka Jezusa była wyjęta spod powszechnego panowania grzechu pierworodnego – ze względu na świętość jej syna Chrystusa – istniało od pierwszych wieków Kościoła. Augustyn z Hippony na przykład, w kontekście sporu z pelagianami, którzy sprzeciwiali się prawdzie wiary o grzechu pierworodnym, uznawał, że matka Chrystusa była wyłączona spod wpływu jakiegokolwiek grzechu. Gdy biskup Hippony dowodził faktu powszechnego poddania ludzkości grzechowi – Maria była dla niego oczywistym wyjątkiem. W „O naturze i łasce” pisał on:

Z wyłączeniem Najświętszej Dziewicy Maryi, wobec której – gdy mowa o grzechach – ze względu na cześć [należną] Panu nie chcę podejmować absolutnie żadnej dyskusji. Skąd bowiem możemy wiedzieć, jak ogromna łaska dla zwyciężenia wszystkiego, co dotyczy grzechu, została udzielona tej, która zasłużyła, by począć i porodzić Tego, o którym stwierdzono, że nie ma żadnego grzechu?.

W VII-VIII w. we wschodnim chrześcijaństwie zaczęto celebrować tajemnicę poczęcia Marii w liturgii, nazywając ten dzień Świętem poczęcia Najświętszej, bądź Świętem poczęcia Najczystszej. W IX w. przeszło ono do liturgii zachodniej jako Święto poczęcia.

### Średniowiecze
Bernard z Clairvaux, mistyk i teolog znany z gorącej czci do Marii, uznawał, że należy odrzucić twierdzenia o niepokalanym poczęciu. Również Tomasz z Akwinu nie przyjmował niepokalanego poczęcia. Komentując nauczanie Augustyna zawarte w dziele O naturze i łasce, uznawał łaskę absolutnej, niepokalanej świętości Marii, mającej źródło w Chrystusie i będącej odbiciem jego świętości. Łaska niepokalaności została, według tego doktora Kościoła, udzielona Marii jeszcze przed jej narodzeniem, ale już po poczęciu. Jednak Tomasz z Akwinu nie miał żadnej wątpliwości co do nieskalanej świętości Marii:

Chrystus przewyższył Błogosławioną Dziewicę w tym, że począł się i urodził bez grzechu pierworodnego. Błogosławiona zaś Dziewica chociaż urodzona została już bez grzechu pierworodnego, jednak poczęta została w nim (...) Jej najwyższa czystość obejmuje zarówno uwolnienie od winy, gdyż ta Dziewica nie popełniła żadnego ciężkiego ani lekkiego grzechu, jak i od kary. Trzy bowiem spadły przekleństwa na człowieka z racji grzechu.

Franciszkanin Jan Duns Szkot (zm. 1308) w swym dziele Opus Oxoniense wprowadził pojęcie „Chrystusa doskonałego Odkupiciela”, twierdząc, że do doskonałości odkupienia należy całkowite zachowanie Marii od grzechu, także w poczęciu. Odwoływał się do chwały Chrystusa. Był to przełom w refleksji wybitnych teologów.

### Okres Odrodzenia i później
W 1439 dogmat o niepokalanym poczęciu ogłosił Sobór w Bazylei, jednak był on soborem schizmatyckim. W 1477 Sykstus IV, franciszkanin, jako pierwszy z papieży, konstytucją Cum praeexcelsa zatwierdził Święto Poczęcia i zabronił atakowania nauki o niepokalanym poczęciu, stwierdzając, że jest to powszechne przekonanie wiernych, wyrażające się m.in. w liturgii mszalnej i brewiarzowej. Sam obchodził święto uroczyście w Kurii Rzymskiej 8 grudnia. Papież ten potwierdził swoje nauczanie w 1483 w konstytucji Grave nimis. W 1538 papież Paweł III w konstytucji Breviarium Divini Officii zatwierdził oficjum brewiarzowe, które wyraźnie mówiło o niepokalanym poczęciu.
W 1546 Sobór Trydencki, wykładając naukę o powszechności grzechu pierworodnego, zastrzegł, że nie dotyczy on osoby Marii. Było to jednoznaczne opowiedzenie się po stronie przekonania o wyjęciu jej spod skutków grzechu pierwszych rodziców. Pius V, dominikanin, który wdrażał postanowienia Soboru, w bulli Super Speculum (1570), przypomniał postanowienia Sykstusa IV sprzed stu laty i również zakazał dyskusji, z wyjątkiem dyskusji akademickich. W 1708 papież Klemens XI wpisał dzień 8 grudnia na listę świąt obowiązkowych. W 1879 papież Leon XIII podniósł Święto Niepokalanego Poczęcia do rangi zdwojonego rytu pierwszej klasy (duplex primae classis) i rozciągnął na cały Kościół.

### Ogłoszenie dogmatu
Do ogłoszenia dogmatu doszło w XIX w. Papież Pius IX w encyklice Ubi primum (2 lutego 1849) poprosił biskupów całego Kościoła o pisemną opinię. Otrzymał 604 odpowiedzi. Jedynie czterech bądź pięciu biskupów nie widziało możliwości ogłoszenia dogmatu. Dalszych dwudziestu czterech nie negowało samej prawdy wiary, ale dystansowało się od ogłoszenia jej jako prawdy dogmatycznej. Pozostali dali pozytywną odpowiedź. Pius IX uznał to za najważniejszy i wystarczający argument teologiczny: jednomyślną interpretację Tradycji i wiary Kościoła oraz tekstów Pisma Świętego. 8 grudnia 1854 bullą Ineffabilis Deus ogłosił dogmat mający rangę uroczystego nauczania wiary.
W 4 lata po ogłoszeniu dogmatu przez Piusa IX Matka Boża miała ukazać się Bernadetcie Soubirous. Było to w Lourdes 11 lutego 1858. Część katolików uznaje, że wypowiedziane przez Matkę Bożą słowa „Ja jestem Niepokalane Poczęcie” są potwierdzeniem dogmatu.

## Biblijne źródła dogmatu
Choć Biblia nie mówi wprost o niepokalanym poczęciu Marii, Kościół katolicki poprzez ogłoszenie dogmatu stwierdził, że zachowanie Marii od grzechu jest logiczną konsekwencją biblijnego objawienia. Za uzasadnienie biblijne tego dogmatu służą m.in. słowa archanioła Gabriela, które w tłumaczeniu Wulgaty (uznawanej w chwili ogłoszenia dogmatu za jedyną wersję Biblii dozwoloną w nauczaniu i dogmatyce katolickiej) oraz w przekładach katolickich brzmią następująco: „Bądź pozdrowiona, łaski pełna, Pan z Tobą!” (Łk 1,28), skierowane do Marii podczas zwiastowania. Według teologów katolickich pokazują one, że w duszy Marii nie było miejsca na grzech, skoro była wypełniona łaską Boga, natomiast teologowie niektórych innych kościołów i wspólnot uważają taką interpretację tych wersetów za zbyt daleko idącą i opartą jedynie na przekładzie Wulgaty. Pozdrowienie anioła Gabriela w przekładach protestanckich brzmi następująco:
- „Bądź pozdrowiona, łaską udarowana” (Biblia Gdańska)
- „Bądź pozdrowiona, łaską obdarzona” (Biblia Warszawska)

W publikacji „Kościół dogmatów i tradycji” Jan Grodzicki zwrócił uwagę iż ksiądz Czesław Jakubiec, profesor Akademii Teologii Katolickiej w książce „Stare i Nowe Przymierze” napisał:

„Łaski pełna” jest to znów nie dość ścisłe tłumaczenie wyrazu greckiego kecharitomene, który w tym wypadku jest jakby tytułem Marii: „Szczególnie umiłowana...”, „Najpiękniejsza” albo nawet „Najczcigodniejsza”. Natomiast nie wyrażają one, przynajmniej jeśli chodzi o zasadnicze znaczenie tego wyrazu greckiego, najwyższego stopnia łaski czy świętości Maryi...

Z drugiej strony, łacińskie gratia plena oddaje w przybliżeniu wszystkie te znaczenia, tym bardziej że można je tłumaczyć również jako pełna wdzięku.
Jako podstawę biblijną podaje się również inne cytaty, np. błogosławiona jesteś między niewiastami (Łk 1,42), choć niektórzy zwracają uwagę, że określenie to nie jest zarezerwowane wyłącznie dla Marii, gdyż w Księdze Sędziów Anioł Pański określił tak również Jael (Jahel), żonę Chebera Kenity (Sdz 5,24).
Do niepokalanego poczęcia w tradycji Kościoła katolickiego odnosi się również słowa:
- Wprowadzam nieprzyjaźń między ciebie a niewiastę, pomiędzy potomstwo twoje a potomstwo jej; ono zmiażdży ci głowę, a ty zmiażdżysz mu piętę (protoewangelia – Rdz 3,14) – znajduje się tu obietnica zwycięstwa nad grzechem.
- Cała piękna jesteś, przyjaciółko moja, i nie ma w tobie skazy (Pnp 4,7) – bez skazy, czyli immaculata.
- Potem wielki znak się ukazał na niebie: Niewiasta obleczona w Słońce i Księżyc pod jej stopami, a na jej głowie wieniec z gwiazd dwunastu (Ap 12,1) – blask światła oznacza świętość.

## W liturgii
W Kościele katolickim niepokalane poczęcie Najświętszej Maryi Panny liturgicznie czczone było w XV w.
Uroczystość Niepokalanego Poczęcia jest świętem nakazanym i przypada na dzień 8 grudnia. W krajach takich jak Austria, Hiszpania, Portugalia i Włochy dzień ten jest dniem wolnym od pracy. Na placu Hiszpańskim w Rzymie papież modli się tego dnia pod pomnikiem Niepokalanie Poczętej Marii. Zgodnie z tradycją figurę Marii kwiatami dekoruje ambasada Hiszpanii.
Katolicy w Polsce na mocy dekretu Kongregacji ds. Kultu Bożego i Dyscypliny Sakramentów z 4 marca 2003 są zwolnieni z obowiązku uczestniczenia w mszy świętej, ponieważ nie jest to dzień ustawowo wolny od pracy. W Polsce, na mocy dekretu Kongregacji ds. Kultu Bożego i Dyscypliny Sakramentów z 9 kwietnia 2013, jeżeli ta uroczystość wypada w drugą niedzielę Adwentu, może być obchodzona zamiast tej niedzieli. Taka sytuacja, jak dotąd, miała miejsce w 2013, 2019 i 2024 roku.

## Stanowisko pozostałych wspólnot chrześcijańskich
Dogmat o Niepokalanym Poczęciu Maryi Panny nie jest uznawany przez Kościoły prawosławne (podkreślają one jednak wolność Marii od grzechu osobistego), protestanckie oraz Świadków Jehowy. Dogmat ten odrzucają również Kościoły starokatolickie w Deklaracji utrechckiej z 1889, z tym że w kościołach mariawickich i Kościołach polskokatolickich Niepokalane Poczęcie Najświętszej Maryi Panny mimo szczególnego szacunku, jakim się ją otacza, traktowane jest jako prawda wiary, a nie jako dogmat, co znaczy, że wiara w nie nie jest uważana za konieczną do zbawienia.